# Fornex
Fornex település Franciaországban, Ariège megyében. Lakosainak száma 107 fő (2022. január 1.). Fornex La Bastide-de-Besplas, Thouars-sur-Arize, Montbrun-Bocage és Montesquieu-Volvestre községekkel határos.

## Népesség
A település népességének változása:
| Lakosok száma | 146  | 121  | 126  | 109  | 113  | 113  | 113  | 113  | 114  | 107  |
|               | 1968 | 1982 | 1990 | 2006 | 2013 | 2015 | 2017 | 2019 | 2020 | 2022 |